# Озерова, Нина Григорьевна
Озерова Нина Григорьевна (16 сентября 1940, Киев) — украинский языковед, доктор филологических наук с 1989, профессор с 1993.

## Биография
Окончила в 1962 г. Киевский университет.
Работает в Институте языкознания им. А. А. Потебни НАН Украины: старший научный сотрудник (с 1978), заведующий кафедрой русского языка (с 1987).

## Научная деятельность
Исследует вопросы украинской и русской лексикографии, лексикологии, сопоставимо-типологических украинско-русской морфологии, словообразования, синтаксиса.
Основные труды: монографии (на русском языке) «Средства выражения отрицания в русском и украинском языках» (1978), «Лексическая и грамматическая семантика существительного» (1990), ряд статей («Н. Г. Чернышевский и развитие украинского литературного языка», 1978, и др.).
Соавтор «Словаря украинского языка в 11 томах» (т. 8, 1977) и «Словаря языка русских произведений Т. Г. Шевченко» (т. 1—2, 1985—86; Государственная премия УССР в области науки и техники, 1989).
Научный редактор «Словаря украинского языка в 20 томах» (т. 1, 2010).